# Борзов, Александр Алексеевич
Александр Алексеевич Борзов (1903 — ?) — советский борец классического стиля, чемпион и призёр чемпионатов СССР, Заслуженный мастер спорта СССР (1948), тренер. Увлёкся борьбой в 1920 году. В 1936 году выполнил норматив мастера спорта СССР. Участвовал в пяти чемпионатах СССР. Участник Великой Отечественной войны. Был награждён медалями «За боевые заслуги» и «За отвагу».

## Спортивные результаты
- Чемпионат СССР по классической борьбе 1928 года — ;
- Чемпионат СССР по классической борьбе 1933 года — ;
- Чемпионат СССР по классической борьбе 1935 года — ;

## Известные воспитанники
- Белов, Владимир Степанович (1929—2014) — призёр чемпионата СССР, главный тренер сборной СССР, мастер спорта СССР, Заслуженный тренер СССР[2].
- Гуревич, Борис Максович (1931—1995) — чемпион СССР, мира, Олимпийских игр, Заслуженный мастер спорта СССР, Заслуженный тренер СССР[3].